# 科尔纳尔巴
科尔纳尔巴（義大利語：Cornalba），是意大利贝加莫省的一个市镇。总面积9平方公里，人口300人，人口密度33.3人/平方公里（2009年）。国家统计（ISTAT）代码为016249。